# 庫尤爾加津斯基區

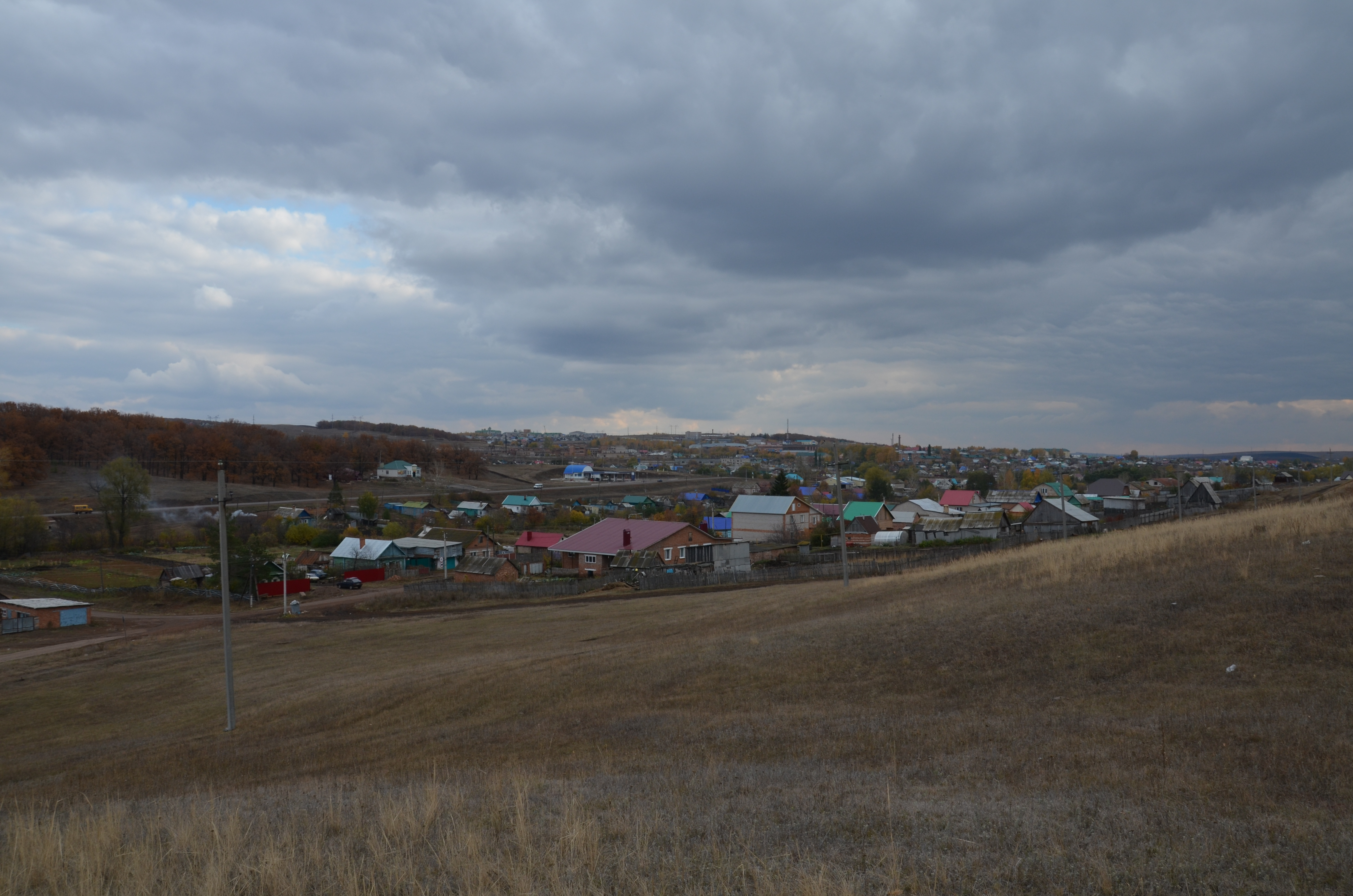

52°42′N 55°48′E / 52.700°N 55.800°E
庫尤爾加津斯基區（俄语：Куюргазинский район），是俄羅斯的一個區，位於該國西南部，由巴什科爾托斯坦共和國負責管轄，始建於1935年1月31日，面積2,235平方公里，2010年人口25,125，人口密度每平方公里11.24人。